# Орёл в геральдике

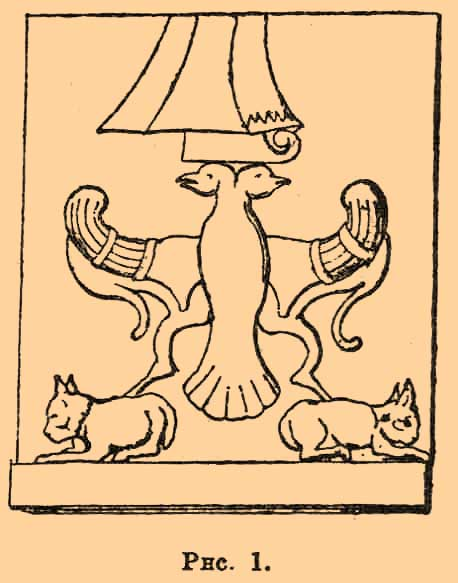
Древнейшее изображение двуглавого орла на развалинах близ нынешней турецкой деревни Аладжа-Хююк (в древней Каппадокии)

Орёл в геральдике — естественная негеральдическая гербовая фигура.
Одна из наиболее распространённых гербовых фигур в геральдике. Среди естественных фигур более распространённой фигурой является только лев.

## История
Орёл с древности является символом силы и могущества как частных лиц, могущественных царей и героев, так и целых царств и народов, как, например, Вавилонского, Египетского. Фараон Птолемей VIII (116—107 годы до н. э.) сделал орла символом Египта и велел выбить изображение орла на египетских монетах.
В других источниках указано, что орёл символизирует власть, господство, верховенство и прозорливость (государственную прозорливость). В языческие, античные времена орёл служил атрибутом и символом божества или монарха. Так, в Древних Греции и Риме он был атрибутом соответственно Зевса и Юпитера, у персов (Кир) изображение золотого орла несли во главе наступающего войска или перед кортежем царя-полководца. Римские полководцы имели изображение орла на своих жезлах как знак главенства над действующей армией (то есть наступательной, активной силой). Позднее, когда наиболее удачливые полководцы становились императорами, орёл был превращен в исключительный императорский знак, символ верховной власти. Поэтому орёл получил в римском законодательстве официальное наименование «римская птица» (лат. avis Romana).
В библейской символике орёл имел противоречивую трактовку. В манускриптах это был символ нечистой птицы, поедающей мертвечину. В то же время в Библии орёл расценивался как символ могущества и величия. Орёл также является эмблемой Иоана Богослова.
В Средние века использование орла было прерогативой только государств в ранге империи. Когда на развалинах Римской империи возникали новые государства-империи, они присваивали себе в качестве главной эмблемы изображение орла, указывающей, что они ведут свою историю и родословную от Древнего Рима, от римских цезарей (в том числе и Иван IV Васильевич Грозный).

Герб города Орла, основанного по приказу Ивана Грозного в 1566 году

Христианская церковь считает орла символом светской власти и монархов.
В католической символике изображение орла и его упоминание использовались как намёк на Вознесение Христово.
В протестанстве в XVII—XVIII веках орёл являлся символом совершенства человека и христианина, святого, который, подобно птице, выше других.
В православии орла признавали символом исключительно светской власти и христианство гибко применяло орла в соответствии с историческими обстоятельствами.
В евангелистской символике орёл служил символом святого духа, которого позже заменил голубь.
В эпоху Возрождения и эпоху Просвещения, а также отчасти в раннебуржуазной революционной символике орёл был символом ума, силы и бесстрашия, а в символике эпохи империализма — символом мощи (США).

## Двуглавый орёл
В некоторых странах (Россия, Албания, Черногория, Австро-Венгрия) орла изображали двуглавым (Орёл двуглавый).

## Орлики
Орлики (фр. aiglettes) — небольшие по размеру силуэты двуглавых или одноглавых орлов, повторяющие изображение главной гербовой эмблемы того или иного государства, которыми как орнаментальным элементом усеивают поле гербового щита. Если на гербовом щите изображается несколько небольших орлов, у которых отсечены клювы и когти на лапах, наподобие мерлетт, то они называются и блазонируются как алерионы (орлята; фр. alerions, нем. junger Adler).

## Орёл в современности
В настоящее время четвёртая часть государств мира имеет в своих государственных гербах эмблему орла. Орёл в гербе заново принимается многими вновь образованными государствами, в том числе и африканскими странами, образованными в 1960-х — 1970-х годах и имеет иное значение. У одних это геральдический орёл, у других натуральный, у третьих он образует смесь натурального с геральдическим. Современные орлы различаются своей породой: орланы, беркуты, соколы, кондоры и другие, тогда как в старой геральдике орлы были абстрактными или фантастическими (двуглавыми). В большинстве случает, таких орлов необходимо рассматривать, как национальные эмблемы, эмблемы национального суверенитета стран, которые их используют.

## Галерея

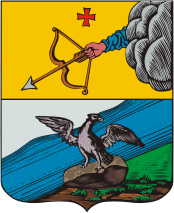
Герб Орлова
Герб Чернигова
Герб Черниговской губернии
Герб Якутска
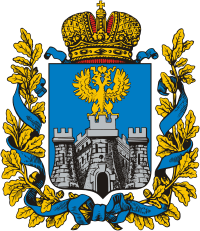
Герб Орловской губернии
Герб Мозыря
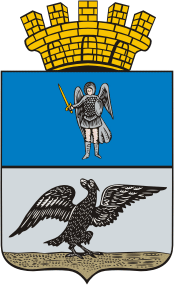
Герб Таращи
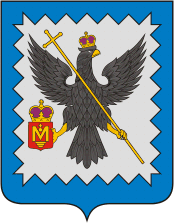
Герб Мосальска
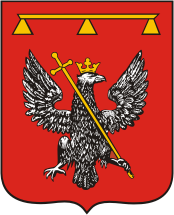
Герб Одоева
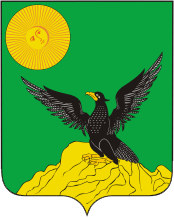
Герб Кингисеппа
Герб Белостока
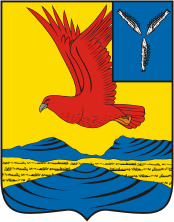
Герб Озинского района
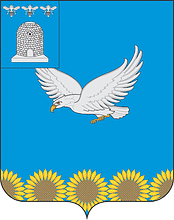
Герб Ржаксинского района
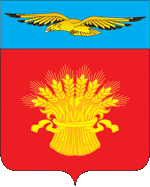
Герб Адамовского района
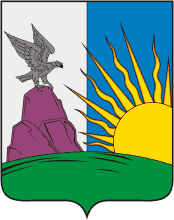
Герб Гайского района
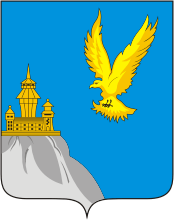
Герб Острогожского района
Герб Нигерии
Герб Египта
Герб Ирака
Герб Замбии
Герб Австрии
Герб ФРГ
Герб Иордании
Герб Польши